# Juan de Albania
Juan de Albania (Albanés: Joan; Tirana, Albania, 1 de enero de 1956), nacido como Fatmir Pelushi, es un arzobispo ortodoxo albanés, primado de la Iglesia ortodoxa albanesa desde el 16 de marzo de 2025 con el título de arzobispo de Tirana, Durrës y toda Albania.

## Biografía

#### Primeros años y educación
Juan de Albania nació en Tirana como Fatmir Pelushi el 1 de enero de 1956 en una familia de tradición bektashi. Durante la persecución religiosa en Albania, fue bautizado en secreto en 1979 por el sacerdote Kosmas Kyrios con el nombre de Juan en honor a Juan de Patmos. Pelushi también formó parte de un grupo de la iglesia clandestina.
Estudió psicología en la Universidad de Tirana y trabajó entre 1979 y 1990 en el departamento de rehabilitación del Hospital Psiquiátrico de Tirana, especializándose en terapia ocupacional. Su familia enfrentó la represión del régimen comunista, ya que su padre había sido declarado enemigo del Estado desde 1944.
En 1990, emigró a Italia y luego a Estados Unidos, donde estudió en la Escuela de Teología Ortodoxa Griega de la Santa Cruz con una beca de la comunidad albanesa. En 1993, obtuvo una maestría en estudios teológicos.

#### Regreso a Albania y vida eclesiástica
A pesar del éxodo masivo de albaneses en la década de 1990 tras la caída del comunismo en Albania, Pelushi decidió regresó a su país con el levantamiento de la prohibición de la religión. En 1992, fue nombrado profesor en la Academia Teológica de la Iglesia ortodoxa albanesa.
Fue ordenado diácono el 27 de febrero de 1994 y presbítero el 4 de diciembre del mismo año. En 1995, bajo la recomendación del arzobispo Anastasio, continuó estudios de posgrado en la Escuela de la Santa Cruz en Boston y obtuvo una maestría en Teología en 1997. En 1996, recibió el título de archimandrita y fue decano de la Academia Teológica (1996-1998).
El 20 de junio de 1998, fue ordenado obispo y elegido metropolitano de Korçë con el nombre de Juan, cargo que ocupó hasta su elección como arzobispo primado de su iglesia.

#### Trabajo académico y publicaciones
Pelushi tradujo obras teológicas y patrísticas al albanés, incluyendo el tratado doctrinal Sobre el Espíritu Santo de Basilio el Grande. Además, coescribió el primer manual de dogmática en albanés, una publicación oficial de la Iglesia ortodoxa. Ha publicado artículos en revistas académicas y medios de comunicación nacionales e internacionales.
En el año 2000, fundó la revista Tempulli, con colaboraciones de intelectuales y especialistas en diversas disciplinas, como cultura, arqueología, filosofía, teología e historia.

#### Participación en organismos internacionales
Pelushi ha representado a la Iglesia ortodoxa de Albania en diversos encuentros interortodoxos y en comités de redacción de documentos oficiales. Participó en la preparación de los textos del Concilio de Creta en 2016 y ha sido miembro de grupos de trabajo del Consejo Mundial de Iglesias. También ha estado involucrado en diálogos bilaterales entre la Iglesia ortodoxa y la Iglesia católica, así como con las Iglesias ortodoxas orientales.
Ha sido invitado a conferencias nacionales e internacionales, y ha dictado ponencias en universidades, seminarios y congresos interreligiosos e intercristianos.

## Primado de la Iglesia albanesa
El 16 de marzo de 2025, el Santo Sínodo de la Iglesia albanesa se reunió en el Centro Sinodal de Tirana para elegir a su nuevo primado conforme a los estatutos de su iglesia. La sesión, presidida por el mismo Pelushi, que actuaba como Locum tenens del Trono Arquidiocesano, culminó con su elección como nuevo arzobispo de Tirana, Durrës y toda Albania y sucesor del difunto arzobispo Anastasio.
Tras su la elección, se celebró en la Catedral de la Resurrección de Tirana la proclamación formal del resultado mediante el servicio del Mega Minima, donde el Santo Sínodo hizo pública la decisión y suscribió el documento oficial correspondiente. Juan Pelushi ratificó su cargo mediante la lectura y firma del Mega Minima y el 29 de marzo fue entronizado en la Catedral de la Resurrección de Tirana en una ceremonia concelebrada por miembros del Santo Sínodo de la Iglesia albanesa y con presencia de jerarcas de otras iglesias ortodoxas.
Poco antes de su entronización, el arzobispo Juan ratificó la decisión del Santo Sínodo y mantuvo la posición de la Iglesia albanesa respecto a la concesión de autocefalía de la Iglesia ortodoxa de Ucrania por parte del Patriarcado Ecuménico, insistiendo en la celebración de un concilio panortodoxa que resuelva la disputa entre Moscú y Constantinopla.